# ستيفن مارلي
ستيفن مارلي (بالإنجليزية: Stephen Marley)‏ هو مغني ومنتج أسطوانات جامايكي، ولد في 20 أبريل 1972 في ويلمنغتون في الولايات المتحدة.

## وصلات خارجية
- الموقع الرسمي
- ستيفن مارلي على موقع IMDb (الإنجليزية)
- ستيفن مارلي على موقع ميوزك برينز (الإنجليزية)
- ستيفن مارلي على موقع رولينغ ستون (الإنجليزية)
- ستيفن مارلي على موقع أول ميوزيك (الإنجليزية)
- ستيفن مارلي على موقع ديسكوغز (الإنجليزية)